# Hilary Duff
Hilary Erhard Duff (Houston, Texas, 28 de septiembre de 1987) es una cantante, compositora, actriz, empresaria y escritora estadounidense.
Comenzó su carrera desde muy temprana edad, participando en producciones de teatro locales y anuncios de televisión. En 1997 recibió su primer papel cinematográfico, donde interpretó el papel principal en la película Casper y la mágica Wendy. También apareció en la película True Women (1997) antes de llegar a la fama en el papel protagonista de la comedia adolescente de Disney Channel Lizzie McGuire.Establecida como una ídolo adolescente, Duff volvió a interpretar ese papel en The Lizzie McGuire Movie (2003) y se aventuró en el cine con sus primeras películas Agent Cody Banks (2003), Cheaper by the Dozen (2003), A Cinderella Story (2004) y Cheaper By the Dozen 2 (2005), siendo uno de los mayores éxitos comerciales de su carrera.
Además del cine, ha protagonizado dos películas para la televisión: La Cadete Kelly (2002), y The beauty and the briefcase (2010). Más recientemente, se ha presentado en una serie de películas independientes y dramas de televisión como Gossip Girl, además de compartir créditos de producción. Inició su carrera musical en 2002 con el álbum navideño Santa Claus Lane bajo el sello de Walt Disney Records logrando vender medio millón de copias en los Estados Unidos. Ese mismo año participa en la banda sonora de la película The Lizzie McGuire movie grabando dos temas: "What dreams are made of" y "Why not", siendo este último el tema que representó el álbum de la banda sonora de la película. Dicho álbum fue certificado por la RIAA disco doble platino por vender dos millones de copias en los Estados Unidos. 
Después de firmar con Hollywood Records, Duff amplió su repertorio para incluir música pop y ha lanzado varios álbumes. En 2003 álbum de estudio Metamorphosis (2003) fue certificado por la RIAA triple platino, ubicándose en el puesto número ocho de los discos más vendidos en 2003 en los Estados Unidos, mientras que el siguiente álbum de estudio Hilary Duff (2004) y el álbum recopilatorio Most Wanted (2005) fueron discos de platino. Exhibió una imagen más adulta con el lanzamiento de Dignity (2007), que muestra un cambio a un sonido más orientado al baile. Certificado oro, el sencillo «With Love» fue su sencillo con mayor posición en los charts hasta la fecha, llegando al número 1 en el Hot Dance Club Songs de Billboard de EE. UU., convirtiéndose en el primero de sus tres números uno consecutivos en esa lista. En 2008 salió a la venta con muy escasa promoción el álbum Best of Hilary Duff, una recopilación de sus grandes éxitos con el cual Duff terminó su contrato con Hollywood Records. Duff ha vendido aproximadamente 15 millones de álbumes y sencillos en todo el mundo, incluyendo los álbumes de las bandas sonoras de las películas "The Lizzie McGuire Movie" y "A Cinderella Story") y había actuado en cuatro giras de conciertos a nivel mundial.
Ha destacado en otras industrias, ha dado la mano a la moda con el lanzamiento de sus propias líneas de ropa Stuff by Hilary Duff y Femme for DKNY. Jeans, además firmó con IMG Models y lanzó dos colecciones de perfume exclusivo con Elizabeth Arden. Además de escribir una serie de novelas para adultos jóvenes, que comprende Elixir (2010), Devoted (2011) y True (2013), también ha contribuido a varias causas humanitarias. Estuvo casada con el exjugador de hockey Mike Comrie, con quien tiene un hijo llamado Luca Cruz Comrie, divorciándose a principios de 2014. Durante años fue considerada la Reina de Disney.

## Biografía

### Primeros años (1987-1997)
Hilary Erhard Duff nació y creció en Houston, Texas. Es la segunda hija de Robert "Bob" Duff, propietario de una cadena de supermercados, y Susan Colleen, ama de casa (más tarde productora de cine). Su segundo nombre, "Erhard", era el apellido de soltera de su abuela alemana Mary Erhard; los ancestros de Hilary se remontan a Alemania por parte de su abuela materna Amy Beulah Schlemmer.
Se crio en Houston junto a su hermana mayor Haylie Duff, hasta que en 1992, se mudaron a San Antonio, mientras que su padre se quedó en su antigua vivienda para mantener el negocio activo. Junto a su hermana, Hilary actuó en varias producciones teatrales en Houston. Estudió ballet clásico en Cecchetti. Su primer acto fue a los seis años, donde ambas hermanas participaron en el ballet The Nutcracker Suite con Columbus Ballet Met en San Antonio, Texas. Desde ese momento ambas se entusiasmaron cada vez más con la idea de entrar de lleno en el mundo de la actuación profesionalmente. Tras mudarse con su madre a Los Ángeles en los años 90, y después de varios años de audiciones ambas comienzan a aparecer en diversos comerciales de televisión, series y películas de éxito moderado.

## Carrera actoral

### Televisión
En 1997, debutó en televisión al realizar un pequeño papel extra en la miniserie True Woman, donde actuó junto a Angelina Jolie. En 1998 actuó con un nuevo papel extra en la película Playing By Heart, y consigue el papel protagonista en la película infantil Casper Meets Wendy. Al año siguiente participa en la película The Soul Collector. Por su actuación en este filme ganó un Young Hollywood Awards, en la categoría "Mejor Performance en una Película de Televisión", su primer reconocimiento como actriz infantil. En el 2000 apareció en el capítulo "Cold Hearts" de la serie de televisión estadounidense Chicago Hope.
En 2001 realizó un casting para un nuevo y ambicioso proyecto de Disney Channel. Duff consiguió el papel protagonista de la serie Lizzie McGuire. La serie fue la más vista en su horario en Estados Unidos, convirtiéndose en el número uno de Disney y logrando captar poco más de 2,4 millones de ausencia por cada episodio. Con esta serie, Hilary, logró ser reconocida en Norteamérica y obtuvo proyección internacional. En 2002 protagonizó el telefilm Cadet Kelly, producción de Disney Channel, junto a Christy Carlson Romano, con una audiencia de aproximadamente 7'8 millones de espectadores en su día de estreno, se convirtió en la película original más vista en los entonces 19 años de historia del canal.

Logo de la serie Lizzie McGuire.

En 2003 apareció en la serie George López en el capítulo "Change a Comin" y en la serie de televisión australiana American Dreams junto con su hermana Haylie, en el capítulo "Team Leader". En 2004 prestó su voz para el capítulo "Frasier-Lite" de la conocida serie Frasier, ese mismo año participó en la película animada In Search of Santa, personificando con su voz al personaje Crystal. En el año 2005 Duff actuó en la serie Joan of Arcadia y apareció por segunda ocasión en la serie George López. En 2006 grabó escenas para la telenovela mexicana Rebelde, en su capítulo final.
En 2009 apareció en la serie Ghost Whisperer junto a Jennifer Love Hewitt interpretando a una joven perseguida por fantasmas. También ese mismo año participó en un episodio de la décima Temporada de Law & Order: SVU en el papel de Ashlee, una joven madre acusada de haber asesinado a su pequeña hija. Más tarde, Hilary fue contratada por múltiples capítulos en la serie Gossip Girl, donde interpretó a Olivia Burke, una actriz famosa que estuvo involucrada con Dan Humphrey (Penn Badgley).
En 2011 protagonizó el telefilm de ABC family, Beauty & the Briefcase. La película llegó a tener en su primera emisión una audiencia de 2,4 millones de espectadores. En el año 2013 apareció en un capítulo de la serie Two and a half men junto a Ashton Kutcher interpretando a una chica alcohólica. El 19 de noviembre del mismo año, se dio a conocer un avance del episodio de  Dora, la exploradora, “Dora's Ice Skating Spectacular", donde Hilary prestó su voz para el personaje de la bruja helada, en este se pudo escuchar una canción llamada “I'm The Best" interpretada por Duff.
En septiembre de 2014 grabó en la ciudad de Nueva York la serie Younger en TV Land con Darren Star (creador de "Sex and the city") junto a Sutton Foster, Debi Mazar y Nico Tortorella, entre otros

### Cine
En 1998, a la edad de 11 años obtuvo su primer protagonista en la película Casper y la mágica Wendy, recaudando 30 millones de dólares en taquilla, considerándose una película exitosa. En 2001 participó junto a Patricia Arquette y Tim Robbins en la película Human Nature, cinta que recolectó tan sólo 750 000 dólares en taquilla.
En 2003 protagonizó la cinta Agent Cody Banks con Angie Harmon y Frankie Muñiz. Con este filme Duff comienza a destacarse como actriz joven de Hollywood, la película recaudó más de 58'7 millones de dólares en taquilla. También participó en la adaptación cinematográfica de la serie de televisión en The Lizzie McGuire Movie que recaudó 55'5 millones de dólares y se posicionó en segundo lugar en su fin de semana de estreno en la taquilla estadounidense. La crítica la recibió de manera mixta y fue un éxito para la casa Disney. A finales de año coprotagonizó la comedia Cheaper By the Dozen, la cual rompió éxito en taquilla en todo el mundo y fue bien recibida por la crítica, con tan solo un presupuesto estimado de 20 millones, se lograron recaudar más de 190 millones de dólares en la taquilla mundial.
En el verano de 2004 protagonizó la película A Cinderella Story, con Jennifer Coolidge y Chad Michael Murray. La película recibió críticas favorables, al igual que la actuación de Hilary. Se recaudaron casi 75 millones en cines de todo el mundo. También protagonizó el drama Raise Your Voice con Rita Wilson y John Corbet, producción de New Line Cinema, y recibió duras críticas, además de una tibia taquilla, de solo 13 millones. Por su actuación fue nominada a los premios Razzie como Peor Actriz.
En 2005 protagonizó la comedia romántica The Perfect Man, de Universal Studios, con Chris Noth y Heather Locklear. Tuvo una recepción moderada, además de recibir fuertes críticas que cuestionan la habilidad actoral de Duff, y recolectó casi 20 millones en cines. Ese mismo año, también coprotagoniza la película Cheaper By the Dozen 2, con el elenco original del primer filme sumándose Carmen Electra y Eugene Levy. La película fue bastante exitosa, aunque no supera la cifra que recaudó la primera parte de la saga, recolectó cerca de 130 millones. Por esta película obtuvo su segunda nominación a los premios Razzie como Peor actriz de reparto.
En 2006 estrenó la película Material Girls, la cual protagonizó junto a su hermana, Haylie Duff. La película recibió críticas totalmente destructivas y fue un fracaso en la taquilla mundial, recaudando un poco más de 16 millones de dólares. A partir del 2007, Duff dio un cambio radical en su carrera como actriz, empezando a actuar en películas independientes. En 2008 protagonizó, junto a John Cusack y Marisa Tomei, la película de suspense War, Inc., un proyecto cinematográfico independiente totalmente distinto a lo que había hecho en ocasiones pasadas. War, Inc. es una sátira política desarrollado en un ambiente de guerra, en un poblado del desierto llamado Turaguistán, donde Cusack interpreta el personaje de un asesino, y Duff al de una estrella pop. En mayo de 2009 se estrenó la película What Goes Up. Más tarde According To Greta que fue estrenada en Australia en noviembre de 2009, y en Estados Unidos en enero de 2010.
En 2012 participó en la película She wants me y más tarde apareció en la película Bloodworth. En 2016 participó en Flock of dudes. En enero de 2018 Hilary grabó la polémica película The Haunting of Sharon Tate que narrara los últimos días de la vida de la actriz Sharon Marie Tate quien fue brutalmente asesinada estando embarazada en Hollywood en los años 60s, la película fue estrenada en algunos cines de Estados Unidos el 5 de abril de 2019.

## Carrera musical

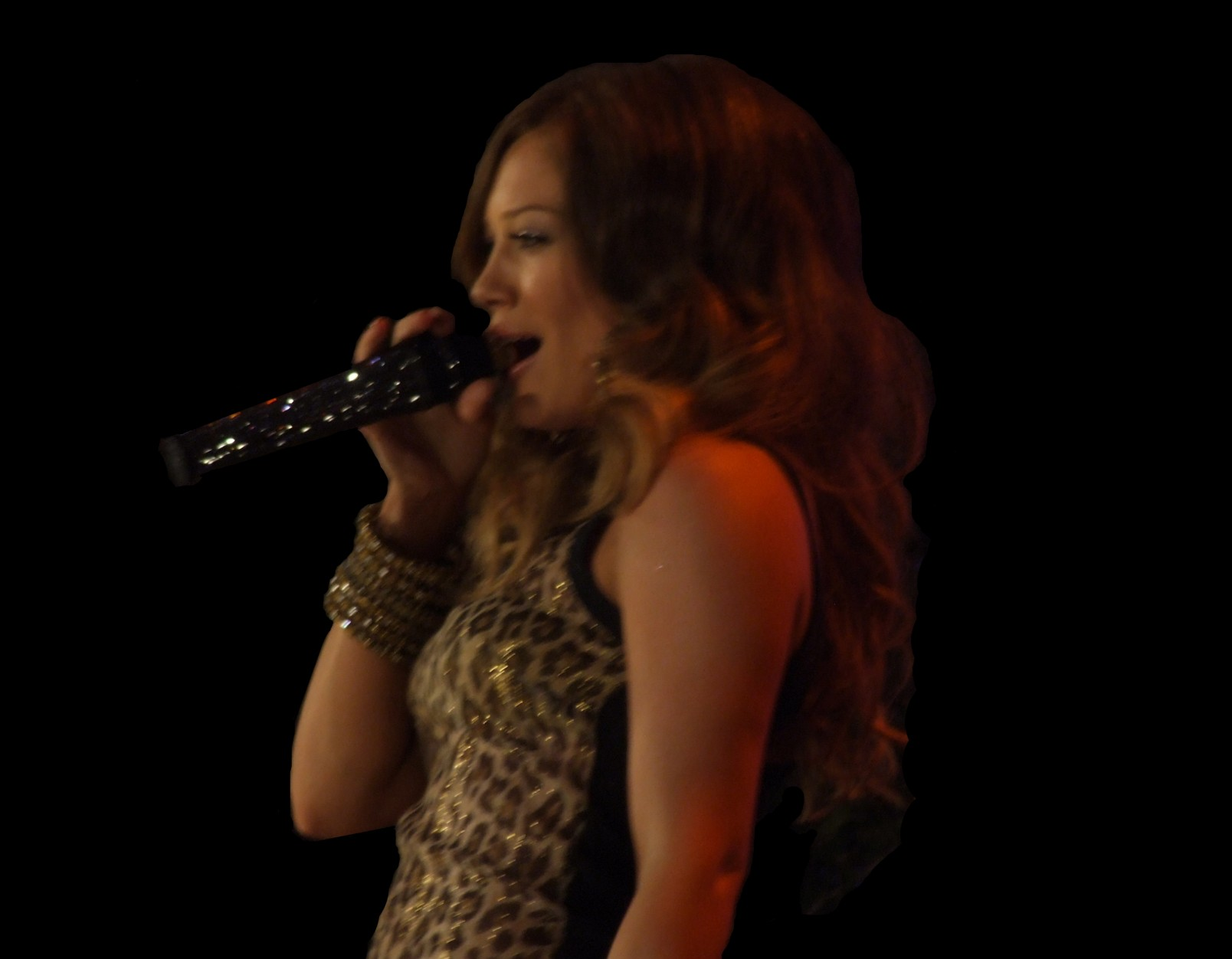
Hilary Duff cantando en Toronto para los MuchMusic en el 2007.

En 2001, tuvo la oportunidad de grabar el tema «I Can't Wait» para la promoción de la serie televisiva Lizzie McGuire. Un año más tarde en el 2002, Walt Disney Records le ofrece grabar un álbum navideño llamado Santa Claus Lane como apoyo de la película The Santa Claus 2, en el álbum realizó duetos con otros artistas como Christina Milian, Lil' Romeo y su hermana Haylie. El álbum logró vender poco más de medio millón de copias tan solo en los Estados Unidos, alcanzó la posición 112 del Billboard 200 y recibió certificado como disco de oro en Estados Unidos, para promoción del álbum se tomó un sencillo promocional que fue «Tell Me A Story» (About The Night Before)" con Lil’ Romeo. Además participa en el álbum DisneyMania con el tema "The Tiki Tiki Room".
En el 2003 grabó la canción «Why Not» y «What Dreams are Made of» para la banda sonora de la película de Lizzie McGuire. Gracias a esto consigue un contrato discográfico con Hollywood Records. Para promoción de su película The Lizzie McGuire Movie se lanzó al mercado el sencillo anterior mencionado, Why Not, y que se convirtió en un gran hit en Europa, Australia y Nueva Zelanda, el video se convirtió inmediatamente en un éxito siendo visto en su premier en la transmisión de Disney Channel del 23 de junio de por más de 3 millones de televidentes tan solo en los Estados Unidos.
Ese mismo año Hilary grabó para el DVD edición Platinium de El Rey León la canción «Circle of Life», junto con otras estrellas del Disney Channel como Raven Symone y Christy Carlson Romano, llamado el Circle of Stars de Disney Channel. Al final la canción fue incluida en DisneyMania 2, junto con el tema «The Siamese Cat Song», tema que grabó con su hermana.

### 2003: Álbum debut:Metamorphosis
Tras el éxito del sencillo debut de Duff, Buenavista y Hollywood Records lanzaron al mercado el primer sencillo oficial «So Yesterday» del álbum Metamorphosis, tema que se situó en los primeros lugares en las listas de Asia, Canadá, Europa y Australia. So Yesterday debutó en el puesto nº 29 del Billboard Hot 100 y fue certificado con disco de platino en Australia, por más de 70 000 unidades vendidas del sencillo en ese país. Del disco se vendieron 3'9 millones de copias tan sólo en Estados Unidos y alcanza la cima del Billboard, recibe buena aceptación en todo el mundo, vendiendo alrededor de 5 millones a nivel mundial logrando y logra superar las expectativas de las tres casas disqueras involucradas en el proyecto. Asimismo comienza su primer tour de conciertos Metamorphosis Tour, con el cual recorrió Estados Unidos.
En el 2004 Metamorphosis recibió de la RIAA la certificado de triple Platino por vender más de 3 millones de discos. Además se logró posicionar en el conteo anual del Billboard entre los 10 álbumes más vendidos en Estados Unidos del 2003, ocupando la octava posición. En enero del mismo año, lanzó el tercer sencillo promocional de Metamorphosis fue titulado «Come Clean», el cual alcanzó en el Billboard Hot 100 en la posición nº 35 y se posiciona en el Top 10 de Canadá y Países Bajos. Come Clean recibió disco de oro en Estados Unidos por vender más de 100 000 unidades del sencillo en dicho país. El vídeo fue nominado en la categoría Mejor Vídeo Pop en los MTV Video Music Awards 2004.En abril, participó en el álbum de la banda sonora de su película A Cinderella Story, cinta que fue acompañada de la promoción de la banda sonora de Hollywood Records, que incluyó el éxito de los Go-Go's «Our Lips Are Sealed», en una versión que ella regrabó junto con su hermana. El sencillo llegó a los primeros lugares en las listas de Tailandia y en Australia. En junio de este mismo año lanzó el cuarto y último sencillo de su álbum debut, «Little Voice».
Más tarde realizó la banda sonora de la serie televisiva Sweet Sixteen que relata las historias de jóvenes que cumplen sus 16 años. El nombre y la banda sonora de la serie estadounidense de MTV es el mismo.

### 2004: Álbum homónimo
En septiembre de 2004, lanzó su segundo álbum de estudio con Hollywood Records, un disco homónimo Hilary Duff, de tipo más agresivo, con porte más roquero y con letras más maduras. Sólo se desprendió un sencillo oficial, «Fly», con el cual conquista las listas musicales de Irlanda y Taiwán. El álbum vendió poco más de 3 millones y medio de copias a nivel global y debuta en la segunda posición del Billboard. Inició una gira por Estados Unidos llamada Most Wanted Tour, con la cual brindó más de 56 conciertos en la Unión Americana, Canadá, Australia, Japón y Venezuela.
Para el álbum también se utilizó el sencillo «Someone's Watching over Me» para promoción del disco en Australia. El disco Hilary Duff debutó nuevamente en la primera posición de los charts de Canadá y en el segundo puesto en Internet, y fue certificado en Estados Unidos con disco de platino, por vender más de 1 millón de copias en ese país enarbolando ventas superiores a millón y medio de copias. Además se lanzaron las canciones «Do you want me», «I am» y «The getaway» para sencillos para radio. Se tenía pensado lanzar como sencillo mundial la canción "The getaway" pero a tan sólo dos semanas del comienzo de la grabación del video Hollywood Records decide cancelarlo. Debido a la escasa promoción que se dio al álbum por parte de la discográfica, comenzó a decaer en popularidad.

### 2005-2006:Most Wanted

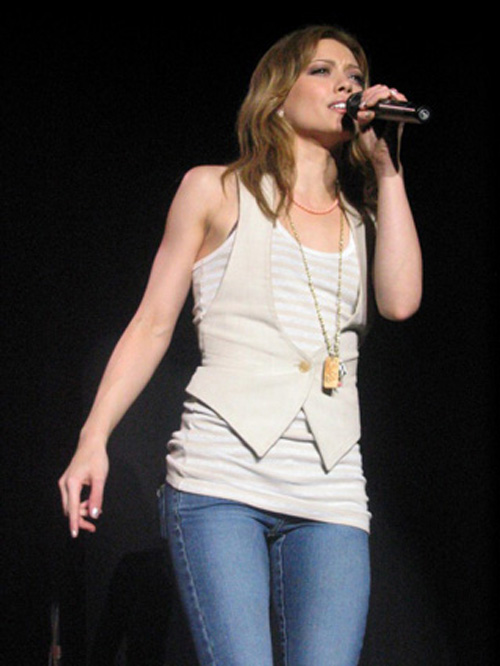
Hilary Duff durante un concierto en el Heineken Music Hall en Ámsterdam, Países Bajos, en 2006

En el 2005, Hilary lanzó su primer álbum recopilatorio con Hollywood Records llamado Most Wanted en el que recopila sus más grandes éxitos de los dos álbumes anteriores, cuatro canciones nuevas, y algunos remixes. Most Wanted debutó en la primera posición del Billboard, y permanece allí dos semanas, al igual que en Canadá y en el Top Internet Albums, este logró vender más de un millón y medio de copias en Estados Unidos y fue certificado con disco de platino por la RIAA. Del disco se lanzaron dos ediciones, una versión estándar y una versión especial para coleccionistas.
Most Wanted recibió buena promoción en Australia y debutó allí en el tercer lugar. Del disco se desprenden los sencillos «Wake Up» el sencillo promocional, una canción de corte pop ochentero, que logró posicionarse en el puesto número nº29 del Billboard Hot 100, alcanza la primera posición en popularidad en México y Etiopía, la segunda posición en ventas en Italia y buenos lugares en las listas de China, Taiwán, Irlanda, Reino Unido, Canadá, México y Noruega, entrando en el Top 10 de cada uno de ellos. Wake Up logró además la posición 4 en la lista Hot Digital Songs y el número 22 en el Pop 100 de Estados Unidos, este fue certificado como disco de oro por más de 100 000 unidades vendidas, en ese país. Además este video, alcanzó la posición n.º 3 de los 100 vídeos más pedidos de América del Norte en el año 2005. Most Wanted llegó a vender más de 4 millones de álbumes a nivel mundial. Most Wanted ha sido el único disco de Hilary que en su primera semana se posiciona en el primer lugar del Billboard y durante más de una semana.
Como segundo sencillo se desprendió «Beat of My Heart» el cual conquistó las primeras posiciones de las listas australianas e italianas. Este vídeo se colocó en el lugar n.º 5 de los 100 vídeos más pedidos de América del norte en el año 2006. Un tercer sencillo estaba planeado para ser lanzado «Supergirl», pero debido a la apretada agenda de Duff, la disquera decidió no lanzarlo. A mediados del 2005 Duff inició una nueva gira de conciertos Still Most Wanted Tour con el cual dio más de 33 conciertos en Estados Unidos y emprende su gira de conciertos por Canadá y Australia. En el 2006 concluye su Still Most Wanted Tour visitando Reino Unido, Francia, España, Italia, Irlanda, Holanda, México y Canadá. En mayo de ese mismo año lanzó un álbum recopilatorio 4Ever Hilary Duff, únicamente en Italia. Participó con su hermana Haylie en la canción Material Girl de Madonna, éxito de los '80, esta vez en una versión regrabada para la banda sonora de la película Material Girls. Asimismo lanzó «Play With Fire», primer sencillo del cuarto álbum de Duff. Este, logró llegar a la posición 31 de la lista Billboard Hot Dance Club Play.

### 2007-2008:Dignity

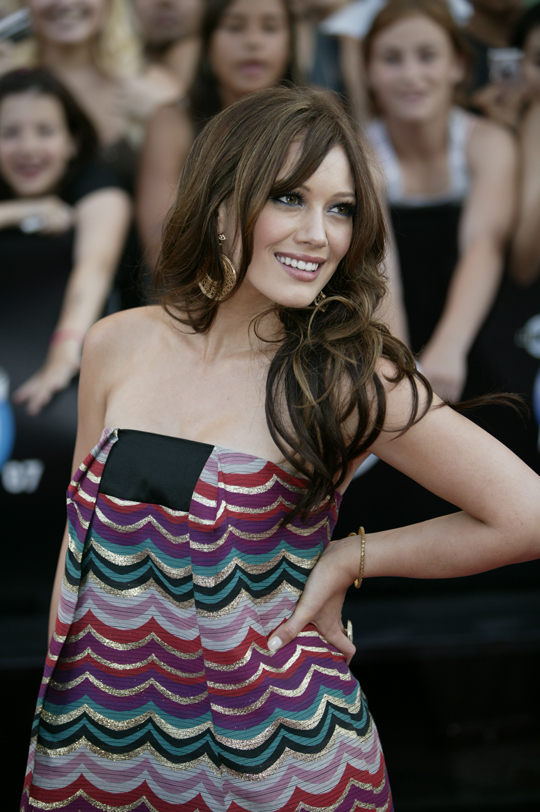
Duff en la alfombra roja de los 2007 MuchMusic Video Awards.

En abril de 2007 lanzó su cuarta producción discográfica, llamada Dignity debutando en la n.º 3 posición del Billboard 200, y su segundo sencillo «With Love». Este llegó a la posición nº24 del Billboard Hot 100 y abarca los primeros lugares en ventas en Asia, Europa y Chile, el vídeo fue n.º 1 en los 100+ pedidos de MTV Latinoamérica Sur. En Estados Unidos el álbum vendió 500,000 y se certificó Oro y más de 1 millón de unidades en el mundo. Con Dignity, duff realiza un cambio radical en su música, siendo más de género bailable, con ritmos de música electrónica.
En mayo de 2007 lanzó como tercer sencillo «Stranger» cual logró llegar número uno en las listas BillBoard Hot Dance Club Play y se convirtió en el éxito más popular de Hilary en los clubes nocturnos en América. Además, conquistó listas asiáticas y europeas. Para promocionar el álbum, Duff emprendió la gira llamada "Dignity Tour" con la cual recorrió Estados Unidos, Canadá, México, Brasil y Australia.
Según WoldWideAlbums.net para mediados de diciembre, Dignity, se situaba en el puesto nº57 entre los álbumes más vendidos en el mundo, en el 2007.
El 18 de octubre Hilary recibió una nominación a los Premios MTV 2007 en la categoría Mejor Artista Pop Internacional.

### 2008:The Best Of: Hilary Duffy salida de Hollywood Records
En septiembre del 2008, se anunció la salida del segundo disco recopilatorio de la cantante, para dar por terminado al contrato que tenía con Hollywood Records, debido a "diferencias creativas". El disco titulado Best Of Hilary Duff fue lanzado el 11 de noviembre. Conteniendo doce canciones, siete éxitos de sus anteriores álbumes, tres remixes y dos canciones nuevas. «Reach Out» fue el único sencillo, el cual se lanzó en noviembre y el video fue censurado debido a algunas imágenes contenidas en el mismo; igualmente tuvo un éxito considerable, teniendo buen recibimiento en programas de cuenta regresiva y entrando en listas italianas e iberoamericanas. Además se incluyó en el álbum la canción «Holiday» que en un principio iba a ser el segundo sencillo, pero debido a las pocas ventas y poca promoción del álbum esto no pudo ser posible.
Más tarde en 2013, Duff aclaró por qué se le dio muy poca o escasa promoción al álbum, diciendo que desde el 2001 no había parado de trabajar y ya se sentía agotada y quería un descanso por lo cual al hacer falta un solo álbum para terminar el contrato con la disquera, ella quiso terminar dicho contrato de la manera más rápida posible. Pero existiendo otros factores del porqué dicha escasa promoción, se corrieron los rumores de que terminó su contrato de esa manera porque en 2007 Hollywood Records decidió grabar el concierto "Dignity Tour" para ser lanzado luego en DVD, pero a tan sólo semanas de empezar a producir el DVD, la discográfica decidió cancelarlo por lo cual, ante tal decisión de último minuto y otros proyectos cancelados en el pasado, Duff se enfureció con la discográfica ya que ya se había grabado el concierto y se había invertido mucho dinero en dicha grabación por lo cual al terminar la gira, despidió a su mánager. En 2009 los rumores se hicieron más fuertes, cuando Haylie Duff, Hermana de Hilary, publicó en su cuenta de Twitter: "¡Estoy escuchando la canción de Hilary "Holiday" ahora mismo! ¡Desearía que fuera un sencillo y que Hollywood Records no apestara!" confirmándose por qué Hilary decidió salir tan rápido del contrato con Hollywood Records.
El 5 de mayo del 2009, fue puesto en libertad en iTunes el sencillo «Any Other Day», el cual Duff grabó para la promoción de la película "What Goes Up", apareciendo también en los créditos finales de la película. También en mayo del 2009, Hilary recibió el premio MTV TRL Awards Italia en la categoría "Primera dama", compitiendo contra grandes artistas de la música como Britney Spears, Beyoncé Knowles y Laura Pausini.

### 2011-2015:Breathe In Breathe Out
En octubre de 2011, mencionó los planes de un posible nuevo álbum a E! Online y en enero de 2012 confirmó, a través de su página oficial y su cuenta de Twitter, que había comenzado a grabar dicho álbum. En una entrevista con Idolator.com en agosto de 2013, Duff señaló que las canciones grabadas en 2012 no llegarían a la versión final de su próximo álbum ya que no quedó satisfecha con su sonido, revelando que se centraría en un nuevo estilo musical (Dance).
Hilary confirmó una canción llamada «Outlaw» que escribió junto con la compositora Lindy Robbins. También confirmó que ha estado trabajando en una canción titulada «Better Days», al lado de productores como Billy Mann, David Quinones, Mariel Jessica Anne, Tearce Kizzo y Prince Vince. En noviembre de 2013, se le vio en las manos una hoja con la letra de una canción llamada «Tearing Down Walls». En diciembre se dio a conocer otra canción llamada «Hurts». El 4 de diciembre del 2013 concedió varias entrevistas en Canadá; una de ellas fue en Breakfast Television, en la cual anunció que su nuevo sencillo saldría en la primavera del 2014.
En una de las entrevistas que Hilary ofreció en el mes de mayo en los IHeartRadio 2014 anunció que grabaría una canción perteneciente al cantante Ed Sheeran, quien un mes después anunció en una entrevista para Sugarscape que la canción en la que había trabajado junto a Duff podría llegar a ser el primer sencillo y también que el álbum no era lo que sus fanes esperan, diciendo que sonaba con un género acústico distinto. En julio del mismo año, se confirmó que Chasing The Sun se lanzaría como un sencillo promocional para el nuevo álbum de Duff y tendría su estreno el 29 de julio en Itunes, así como el lanzamiento del vídeo musical en su cuenta oficial de VEVO en Youtube, Todo esto a manos de su nueva casa discográfica RCA. El 9 de agosto, Hilary se dio a conocer la portada de su primer sencillo "All About You" el cual se estrenó en Itunes el día 12 del mismo mes.
Después de finalizar con las grabaciones de su nueva serie "Younger" y tomar un pequeño descanso, el 26 de marzo del 2015, se dio a conocer un pequeño avance de su nuevo sencillo titulado "Sparks" junto con un tráiler de su nueva serie. A diferencia de sus dos últimos sencillos folk-pop este es del género EDM. Fue coescrita por Peter Thomas y la cantante sueca Tove Lo y coproducida por Peter y Bloodshy. La canción salió a la venta en Itunes el día 7 de abril de 2015. Más tarde en el mes de mayo dio a conocer que el nuevo álbum estaría disponible el 16 de junio, junto con esta noticia se puso en pre-orden una versión para fanes del nuevo álbum que de igual manera llegaría en dicho mes. Días después dio a conocer que Breathe In. Breathe Out sería el nombre que llevaría su quinto álbum de estudio. El álbum debutó en el puesto número cinco del Billboard 200 en Estados Unidos con 39,000 Copias vendidas en su primera semana siendo el quinto top 10 consecutivo de Duff en la lista desde su álbum Metamorphosis de 2003. Después de una pequeña promoción para su disco Hilary se mudó a la ciudad de Nueva York en octubre de 2015 para grabar la segunda temporada de Younger.

### 2016-presente: Próximo sexto álbum de estudio
En enero de 2016, en una entrevista junto al elenco de Younger en Nueva York, confirmó que la promoción para Breathe In. Breathe Out había terminado y que se concentraría en las grabaciones para su sexto álbum de estudio. En mayo, publicó en Snapchat un pequeño fragmento de una nueva canción titulada "Tied to You", y meses después, en agosto, se dio a conocer la noticia de que estaría representada oficialmente por Scooter Braun, un nuevo mánager para su carrera musical.

## Vida personal

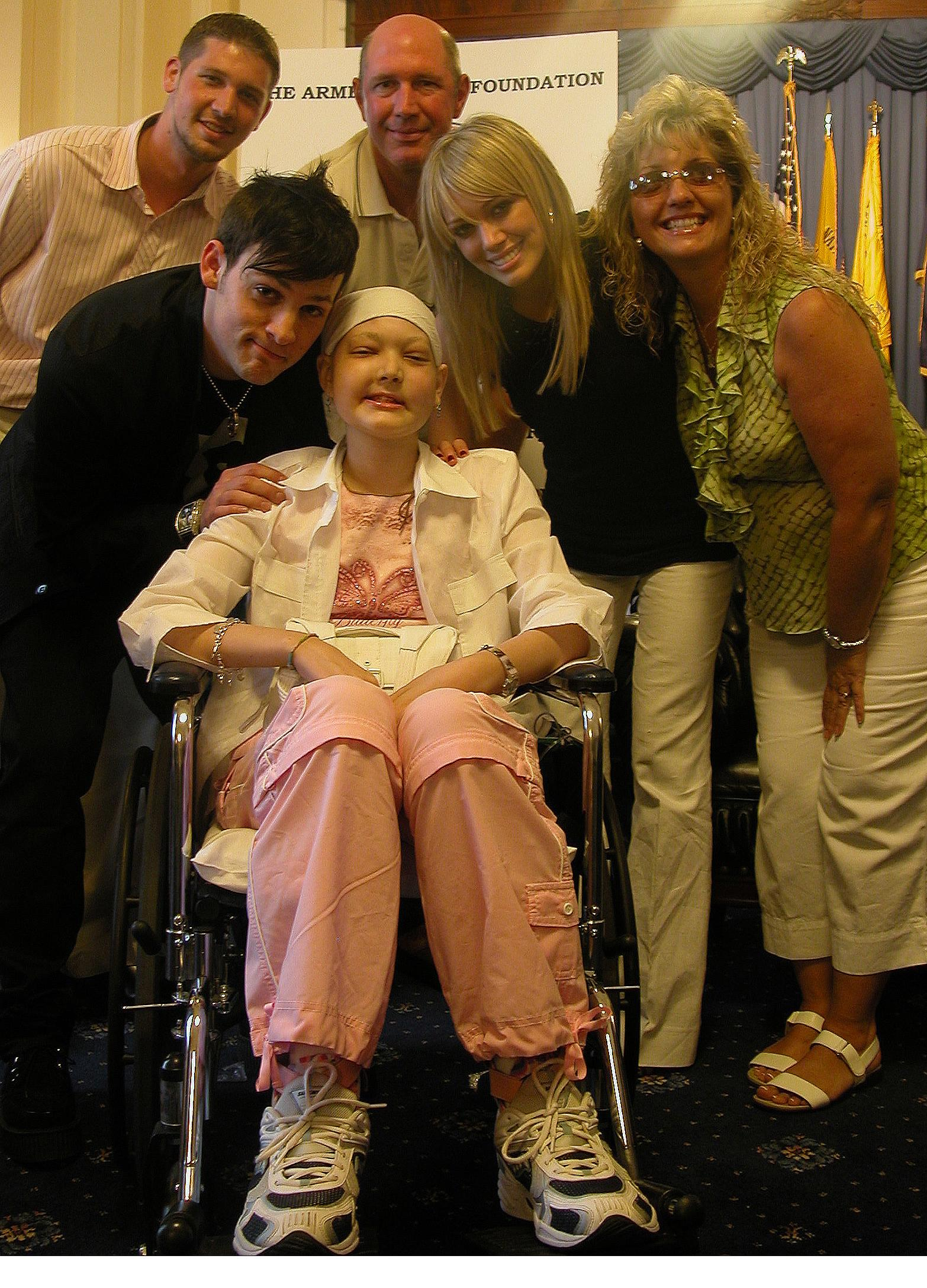
Duff junto a una niña con cáncer y su exnovio Joel Madden.

En el 2003, Hilary Duff mantuvo un romance con el cantante pop Aaron Carter, quien fue el causante de una supuesta rivalidad con la actriz Lindsay Lohan; poco tiempo después la rivalidad entre las divas adolescentes aumentó cuando Lohan fue contratada para protagonizar la película Confessions of a Teenage Drama Queen, guion que fue elaborado originalmente para Duff. A finales de 2003, Lindsay condujo una parodia por televisión ridiculizando a Duff y a la cantante canadiense Avril Lavigne. En el 2005, Lindsay se disculpó con Hilary en una reconocida emisora de radio de Estados Unidos y ese mismo año Lohan presentó un video de Duff en TRL, señalando que la rivalidad entre ambas ya había terminado; aun así la prensa señala que la supuesta rivalidad perdura. En abril de 2007, Lohan fue al lanzamiento de Dignity, afirmando que no existía ninguna enemistad entre ambas. En el 2005, Hilary había perdido mucho peso por lo que sus fanes y los medios de comunicación se preguntaron si padecía de un desorden alimenticio, pero ella acotó que simplemente deseaba llevar una vida más saludable.
Duff mantuvo un romance con el líder de la banda Good Charlotte, Joel Madden; después de dos años de noviazgo, la popular pareja se separó en noviembre de 2006, debido a la diferencia de edad de ocho años que tenía Madden con Duff. Se habla de que una de las principales causas de la separación surgió después de que ambos estuvieran siendo perseguidos por un supuesto acosador de Duff que, hasta donde se ha señalado, era un fan de procedencia rusa de nombre Max Miakovsky, el cual señaló que estaba dispuesto a "quitar de su camino a todos sus enemigos", que se oponían a una "relación amorosa con Duff". En el 2006, declaró a una revista estadounidense[¿cuál?] que era virgen y que deseaba llegar así hasta su matrimonio. Aun así, en la publicación de la revista para hombres Maxim de enero de 2009, ella desmintió haber confesado lo anterior diciendo que eso solamente le importaba a ella misma.
Después de tres años de noviazgo, el 14 de agosto de 2010 contrajo matrimonio con el jugador de hockey Mike Comrie en Santa Bárbara, California, con quien tuvo un hijo, Luca Cruz Comrie, nacido en 2012. Desde 2017 está en una relación con Matthew Koma. El 25 de octubre de 2018 la pareja dio la bienvenida a su primer hijo en conjunto y el segundo de Duff, una niña llamada Banks Violet. En octubre de 2020 anunció que estaba embarazada por tercera vez. En marzo de 2021 nació su tercera hija, llamada Mae James Bair.
El 12 de diciembre de 2023, anunció su cuarto embarazo.El 3 de mayo de 2024 nació su cuarta hija, llamada Townes Meadow Bair.

## Imagen pública
En 2005, las ganancias de Duff se estimaban en quince millones de dólares, mientras que en diciembre de 2007 Hilary se ubicó en el puesto siete del "Top 20 de los asalariados menores de 25 años" de la revista Forbes, con ganancias anuales de doce millones de dólares. En 2007, Hilary se ubicó en el puesto veintitrés de la lista de "Los 100 más atractivos" de la revista Maxim. En 2008, en la edición estadounidense de la revista FHM, se ubicó en la posición número siete en "Las 100 mujeres más atractivas del mundo", mientras que en la edición del Reino Unido se ubicó en el puesto ocho.

### Actividades humanitarias
Desde el 2003, Hilary realiza labores humanitarias como portavoz en la asociación Kids With a Cause, la cual ayuda a niños huérfanos en mala situación. En septiembre de 2005 Hilary donó parte de las ganancias que obtuvo en su gira Most Wanted Tour a las víctimas del tsunami del sur de Asia y también donó 200.000 dólares para los afectados del huracán Katrina y 50.000 dólares a la Cruz Roja de Nueva Orleans. Además, incentivó a sus fanes a participa de una campaña que ella misma elaboró "Food For a Friend" (Comida para un amigo), la cual servía para recolectar alimentos enlatados en los conciertos, para las víctimas de dicha tragedia.

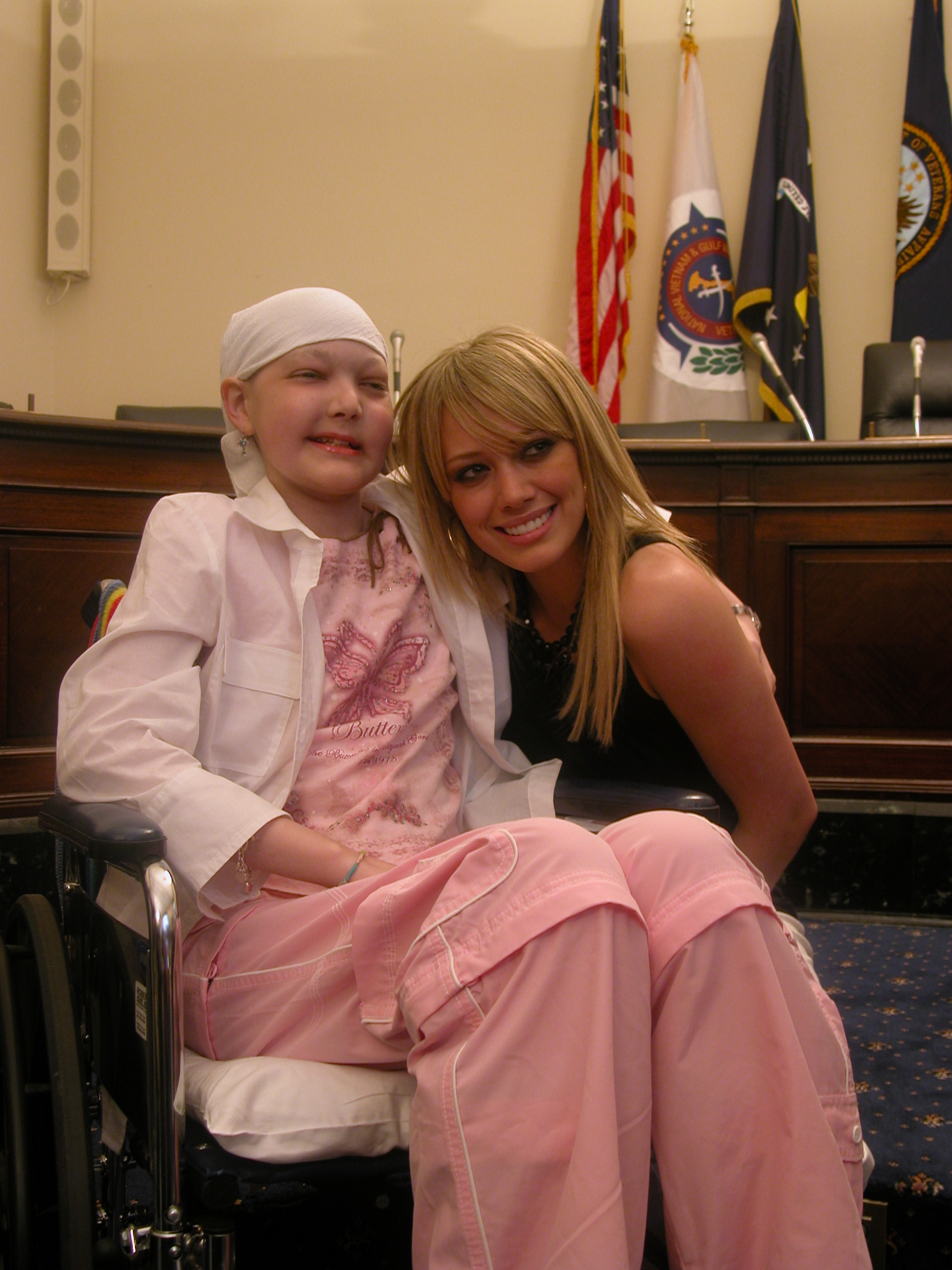
Hilary Duff en junio de 2005, al lado de una niña con cáncer.

En el 2006, Duff visitó a los niños de una escuela que fue destruida por el huracán Katrina hacía un año, llevándoles comida y obsequiándoles regalos. Ese mismo año, donó alimentos por esta causa y ha sido un gran ejemplo para muchos adolescentes que siguen su carrera como artista. En septiembre, Hilary se sumó a la causa en contra del cáncer de mama, donando muchos de sus bolsos para que sean subastados en pro de la Sociedad Americana del Cáncer y la Fundación Susan Komen.
De vez en cuando, Hilary también reserva un tiempo para visitar niños enfermos en los hospitales de Estados Unidos y participa de una campaña para hacer tomar conciencia en la población de no utilizar Internet como un medio de pornografía, sino como una herramienta de estudios. Además participa de una campaña anti obesidad y parte del dinero que gana de su línea de accesorios para perros "Little Dog Duff", es donado a instituciones pro-animales.
En junio de 2007, Duff visitó la Escuela Primaria de Normandie en Los Ángeles para celebrar el éxito de su programa "Blessings in a Backpack", que ella financia. Antes de fin de mes, el programa de doce semanas proporcionó más de 72.000 comidas a los 1000 estudiantes que van a esa escuela. Hasta la actualidad este ha sido uno de los proyectos más exitosos, visitando a niños de Canadá y Estados Unidos proveyendo alimentos durante el fin de semana.
En mayo de 2009 encabezó la caminata "AIDS Walk New York", la cual se llevó a cabo en el Central Park de dicha ciudad, recaudando más de 5,6 millones de dólares para los enfermos del Sida, ayudándoles tanto económica como sentimentalmente.
En agosto de 2009, Hilary visitó la ciudad de Bogotá, Colombia como parte del programa "Blessing in a Backpack", donde fue nombrada embajadora de la niñez y la juventud.

## Mercadotecnia

### Líneas de ropa
Hilary también es diseñadora de modas. En 2004 lanzó al mercado americano la línea de ropa llamada Stuff By Duff, la cual vende prendas de ropa femenina juvenil, que van desde accesorios y cosméticos hasta ropa para damas, bolsos y cobertores de cama. La línea de ropa tuvo mucho éxito, se vendieron más de 300 000 prendas en Estados Unidos y Europa y se obtuvieron ganancias de su primera colección de más de 6 millones de dólares. En 2006 Hilary lanzó la segunda colección de Stuff, esta vez de "ropa y accesorios para ir a fiestas", la cual espera convertirse nuevamente en un éxito en Estados Unidos y Europa.
En 2004 Hilary lanzó en Estados Unidos. Su línea de accesorios para perros llamada Little Dog Duff. La idea de crear esta línea de prendas para canes la obtuvo después de que falleciera uno de sus perritos que se llamaba Little Dog, así Hilary le quiso hacer un homenaje al can colocándole su nombre a su línea para cachorros.
En febrero de 2009 Hilary firmó un contrato de dos años para crear su propia línea de ropa llamada Femme for DNKY junto a DNKY Jeans. En agosto fue lanzada en Estados Unidos.

### Libros

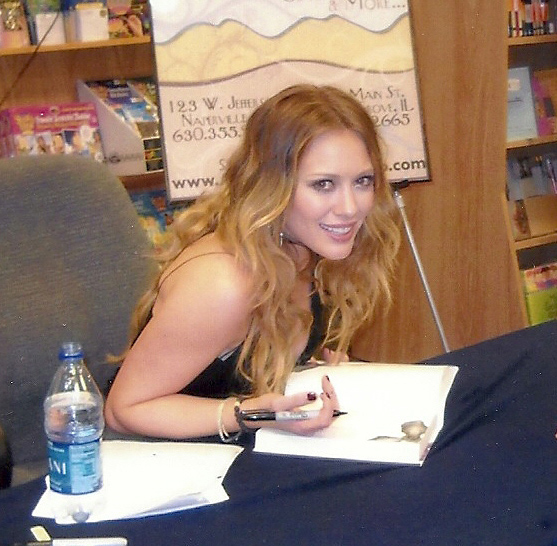
Hilary Duff en la presentación de "Elixir Tour".

El 12 de octubre de 2010, Hilary lanza su primer libro, Elixir, novela de ficción escrita por ella misma en colaboración con Ellisen Allen, el cual es el primero de una colección de libros que se comprometió a escribir. La novela recibió críticas positivas en Estados Unidos y recibió una extensa promoción en dicho país, que incluyó entrevistas en radio y programas de televisión y el "Elixir Tour" una firma de libros que la misma Hilary ofreció en varios puntos de California. El libro será traducido a diferentes idiomas y lanzado en otros países, debido al gran éxito que produjo la novela dentro de Estados Unidos y la solicitud del mismo en más países. 
El 21 de marzo de 2021 publicó su primer libro infantil My Little Brave Girls.

### Fragancias
En 2006 Hilary lanzó su primer perfume para damas llamado With Love... Hilary Duff asociándose con la compañía Elizabeth Arden para su lanzamiento en el mercado. La fragancia está a la venta en Estados Unidos, Australia, México, Canadá, Puerto Rico y Venezuela. With Love es una fragancia oriental que combina frutas exóticas como el jobo de la India o mangostino, con maderos de cocobolo, ámbar y almizcle. With Love... Hilary Duff cuenta además con un conjunto de productos de tocador, que incluye además de la fragancia en areosol, loción en crema para el cuerpo y un perfume en "roll on". En algunos conjuntos también se incluye funda para iPod nano azul. Según aseguró Hilary, ella quedó muy satisfecha con el resultado final de la fragancia y agregó en una entrada de su blog que estaba muy contenta, porque el primer día se vendió toda en Macy's y en las tiendas boutiques de Elizabeth Arden. Ha sacado al mercado junto con Elizabeth Arden, su nueva fragancia Wrapped With Love, una fragancia primaveral, combinada con toques exóticos y frescos, que la dotan de una frescura propia de la primavera. Esta a la venta en Estados Unidos, Australia, México, Canadá, Puerto Rico, Venezuela.

### Modelo
Además de ser actriz y cantante, Hilary también es modelo; en el 2005 se vuelve imagen de tres marcas de renombre internacional junto con su hermana Haylie Duff, se convierte en la imagen de la muñeca Barbie de la compañía Mattel, de las mentas líquidas Ice Breakers de la compañía Hershey's, y hasta mediados del 2006 también fue la imagen principal de la línea de ropa estadounidense Candie's. En el 2005 Duff participó junto con su hermana Haylie en la pasarela del 4th Anual Ten Fashion Show.
En el 2006 se convirtió en la imagen del producto mp4 de la compañía Tiger Electronics, llamado Massively Mini Media y nuevamente vuelve a ser la imagen de la muñeca Barbie, de la compañía Mattel. Además es modelo de IMG Models New York.

### Juguetes y videojuegos

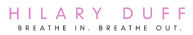
Hilary Duff logo.

En 2004, lanzó en convenio con Mattel su primera muñeca Barbie, inspirada en su persona. Tiene seis muñecas Barbies de ella, entre las cuales está la Cenicienta que cuenta con accesorios y hasta su propio teléfono móvil. En 2006 Hilary por primera vez diseña ropa para la Barbie, para la cual junto con su hermana Haylie logra diseñar 11 diminutas prendas de algodón.
En 2006, debutó junto con su chihuahua Lola en la segunda edición del clásico videojuego Los Sims, llamado Los Sims 2: Mascotas.

## Libros
Trilogía Elixir

- Elixir (2010) (Libro 1)
- Devoted (2011) (Libro 2)
- True (2013) (Libro 3)

Libros Infantiles

- My Little Brave Girl (2021)

## Discografía
| Álbumes de estudio - 2002: Santa Claus Lane - 2003: Metamorphosis - 2004: Hilary Duff - 2007: Dignity - 2015: Breathe In. Breathe Out | Álbumes recopilatorios y en vivo - 2005: Most Wanted - 2006: 4Ever Hilary Duff (solo en Italia) - 2008: Best of Hilary Duff - 2009: Hilary Duff: Live At Gibson Amphitheater (exclusivamente en iTunes) |

## Giras
- 2003: Metamorphosis Tour
- 2004: Most Wanted Tour
- 2005-2006: Still Most Wanted Tour
- 2007-2008: Dignity Tour

## Filmografía

### Cine
| Año  | Título                      | Personaje                           |
| ---- | --------------------------- | ----------------------------------- |
| 1998 | Casper y la mágica Wendy    | Wendy                               |
| 1998 | Jugando con el corazón      | Extra                               |
| 1999 | The Soul Collector          | Ellie                               |
| 2001 | Human Nature                | Lila Jute (joven)                   |
| 2003 | Cheaper by the Dozen        | Lorraine Baker                      |
| 2003 | The Lizzie McGuire Movie    | Lizzie McGuire / Isabella Parigi    |
| 2003 | Agent Cody Banks            | Natalie Connors                     |
| 2004 | Raise Your Voice            | Teresa «Terri» Fletcher             |
| 2004 | In Search of Santa          | Princesa Crystal (voz)              |
| 2004 | A Cinderella Story          | Samantha «Sam» Montgomery           |
| 2005 | Cheaper by the Dozen 2      | Lorraine Baker                      |
| 2005 | The Perfect Man             | Holly Hamilton                      |
| 2006 | Material Girls              | Tanzania «Tanzie» Marchetta         |
| 2008 | War, Inc.                   | Yonica Babyyeah                     |
| 2009 | Stay Cool                   | Shasta O'Neil                       |
| 2009 | What Goes Up                | Lucy Diamond                        |
| 2009 | According to Greta          | Georgiana Evelina «Greta» O'Donnell |
| 2010 | Bloodworth                  | Raven Lee Halfacre                  |
| 2012 | She Wants Me                | Kim Powers                          |
| 2012 | Foodfight!                  | Sunshine Goodness (voz)             |
| 2014 | Wings: Sky Force Heroes     | Windy (voz)                         |
| 2016 | Flock of Dudes              | Amanda L. Benson                    |
| 2019 | The Haunting of Sharon Tate | Sharon Marie Tate                   |

### Televisión
| Año       | Título                            | Personaje                         | Notas                                 |
| --------- | --------------------------------- | --------------------------------- | ------------------------------------- |
| 2000      | Chicago Hope                      | Jessie Seldon                     | 1 episodio                            |
| 2001–2004 | Lizzie McGuire                    | Elizabeth Brooke «Lizzie» McGuire | Protagonista; 65 episodios            |
| 2002      | Cadet Kelly                       | Kelly Joselyn Collins             | Película de televisión                |
| 2003      | American Dreams                   | Shangri-La                        | 1 episodio                            |
| 2003–2005 | George Lopez                      | Kenzie / Stephanie                | 2 episodios                           |
| 2004      | Frasier                           | Britney                           | 1 episodio                            |
| 2005      | Joan de Arcadia                   | Dylan Samuels                     | 1 episodio                            |
| 2006      | Rebelde                           | Ella misma                        | 1 episodio                            |
| 2009      | Ghost Whisperer                   | Morgan Jeffries                   | 1 episodio                            |
| 2009      | Law & Order: Special Victims Unit | Ashlee Walker                     | 1 episodio                            |
| 2009      | Gossip Girl                       | Olivia Burke                      | Recurrente (temporada 3); 6 episodios |
| 2010      | Community                         | Meghan                            | 1 episodio                            |
| 2010      | Beauty & the Briefcase            | Lalaine «Lane» Daniels            | Película de televisión                |
| 2013      | Raising Hope                      | Rachel                            | 1 episodio                            |
| 2013      | Two and a Half Men                | Stacey                            | 1 episodio                            |
| 2013      | Dora, la exploradora              | Bruja Helada                      | 1 episodio (voz)                      |
| 2015–2021 | Younger                           | Kelsey Peters                     | Elenco principal; 84 episodios        |
| 2022–2023 | How I Met Your Father             | Sophie Tompkins                   | Protagonista; 30 episodios            |